# Соломянка
Соломя́нка (изредка Сломянка; бел. Сламя́нка) — река в Гродненском районе Гродненской области Белоруссии. Относится к бассейну реки Пыранка.

## Описание
Река Соломянка вытекает из юго-западной части озера Чижовка, последовательно протекает через озёра Веровское, Дервениское (Кальница), Беляшка, Став, Антозеро и впадает в озеро Зацково с северо-восточной стороны.
Длина реки составляет 24 км. Площадь водосборного бассейна — 178 км². Уклон реки — 0,2 м/км.
В Соломянке и озёрах, через которые река протекает, обитают лещ, щука, плотва, язь, карась, линь, краснопёрка, окунь, уклейка, ёрш.
К собственному бассейну Соломянки относятся озёра Черто́во, Сороцкое и Лихое.

## Природоохранная деятельность
С целью сохранения фауны в Соломянке и озёрах, через которые протекает река, запрещены промысловый лов (кроме озера Дервениское) и бензомоторные средства, а за рыбную ловлю взимается плата.
Вдоль основной части берегов реки простирается ландшафтный заказник республиканского значения Озёры. В верховьях ранее располагался ботанический заказник Поречский.